# Martha Gubler-Waigand
Martha Gubler-Waigand (* 20. Februar 1902 in Freiburg im Breisgau als Martha Elisabeth; † 19. Juli 2005 in Weinfelden) war eine Schweizer Fotografin.

## Biografie
Martha Gubler-Waigand war die Tochter des Steinmetzen Andreas Waigand (1862–1924) und der Maria Barbara, geborene Hermann (1863–1945). Von 1916 bis 1919 absolvierte sie eine Lehre als Fotografin in Freiburg i. Br. bei Luise Margarete Engler und Helene Strieb-Bauschinger im «Atélier Lichtkunst». Da sie aufgrund der schwierigen wirtschaftlichen Umstände in Deutschland keine Arbeitsstelle fand, zog sie nach Frauenfeld, wo sie von 1922 bis 1925 als Filialleiterin im Fotoatelier A. R. Schatzmann ihr Auskommen fand.
Von 1926 bis 1930 war sie als ausgebildete Fotografin in Fotogeschäften in Luzern, Olten und Bern tätig. Im April 1930 eröffnete sie ein eigenes Fotoatelier an der Hubgasse 7 in Weinfelden, das sie bis 1962 führte. Sie war die erste Berufsfotografin im Kanton Thurgau. Ihr Name stand bald einmal für ausgezeichnete Fotografien, vor allem ihre Kinderbilder und Porträts waren bekannt. Sie bildete während ihrer Berufskarriere zwölf Lehrlinge aus und besuchte verschiedene Weiterbildungskurse. Das Geschäft führte sie auch nach ihrer Pensionierung zusammen mit Sohn Peter, ebenfalls Fotograf, weiter. 
Seit 1934 war Martha Gubler-Waigand mit dem Baurestaurator, Maler und Holzbildhauer Conrad Gubler (1904–1997) verheiratet und konnte mit ihrem Einkommen die sechsköpfige Familie ernähren.
Im Januar 1997 fand im ehemaligen Fotogeschäft eine Ausstellung von Martha Gubler-Waigands Schaffen statt. Das «Thurgauer Frauenarchiv» (TFA) ist im Besitz des Nachlasses von Martha Gubler-Waigand. Dieser umfasst vor allem Porträtfotografien, aber auch Objekt- und Landschaftsaufnahmen. Es handelt sich um den grössten zusammenhängenden professionellen Fotonachlass einer Fotografin aus dem Thurgau. Die über 17'000 Fotos wurden digitalisiert und werden im Staatsarchiv Thurgau aufbewahrt.